# 마터호른 박물관
마터호른 박물관(Matterhorn Museum)은 스위스 발레주 체르마트의 마테호른을 주 테마로 하는 문화-자연 박물관이다. 박물관은 14채(교회, 호텔, 산장, 곡물창고)로 구성된 산간 마을을 재구성한 형태로 에드워드 윔퍼와 그 일행의 마터호른 첫 등정 이야기를 포함해 체르마트 지역 관광의 역사와 발전을 소개하고 있다.
박물관의 초점은 아버지와 아들 페터 타우발더, 미셀 크로츠, 프란시스 더블라스, 로버트 해도우, 찰스 허드슨과 함께 1865년 7월 14일 정상에 오른 에드워드 윔퍼의 마테호른 최초 등정의 드라마를 묘사한 것이다. 그러나 7명의 참가자 중 4명의 충돌로 생을 마쳤다. 찢어진 원래 로프는 장비 항목과 의류 잔해와 함께 전시되어 있다.
마터호른 북벽(North face) 등정의 역사와 산악인 이베트 바우허의 업적도 전시되어 있다. 마터호른을 371번 등정한 체르마트 산악 가이드 울리히 인더비넨(Ulrich Inderbinen, 1900-2004)의 업적도 기록되어 있다.
이 지역의 4000m 봉우리에서 현대 산악인들의 기록과 업적도 전시되어 있다. 마테호른의 부조는 조명이 켜진 선으로 등반 경로를 보여주고 있다.  또한 1937~1938년에 체르마트에서 촬영된 루이 트렌커의 영화 〈산이 부른다〉(The Mountain Calls)의 발췌문도 선보인다.
박물관에는 클라우드 니콜리어가 1993년 인데버 우주왕복선 STS-61 임무에서 정상에서 가져와서 그와 함께 가져온 두 개의 돌 중 하나가 전시되어 있다. 다른 돌은 정상에 다시 놓였다.

## 갤러리

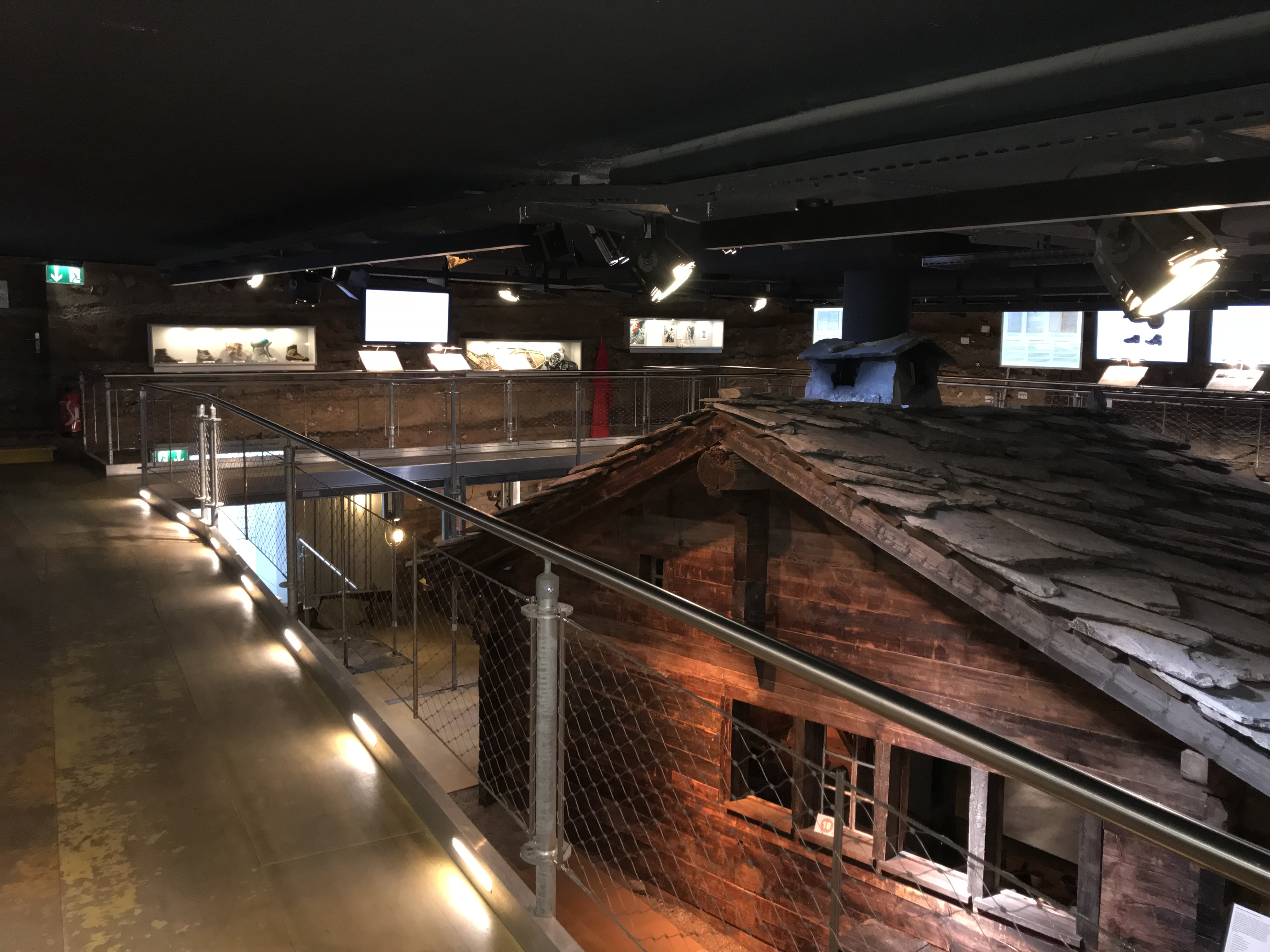
갤러리 주변의 아랫 마을
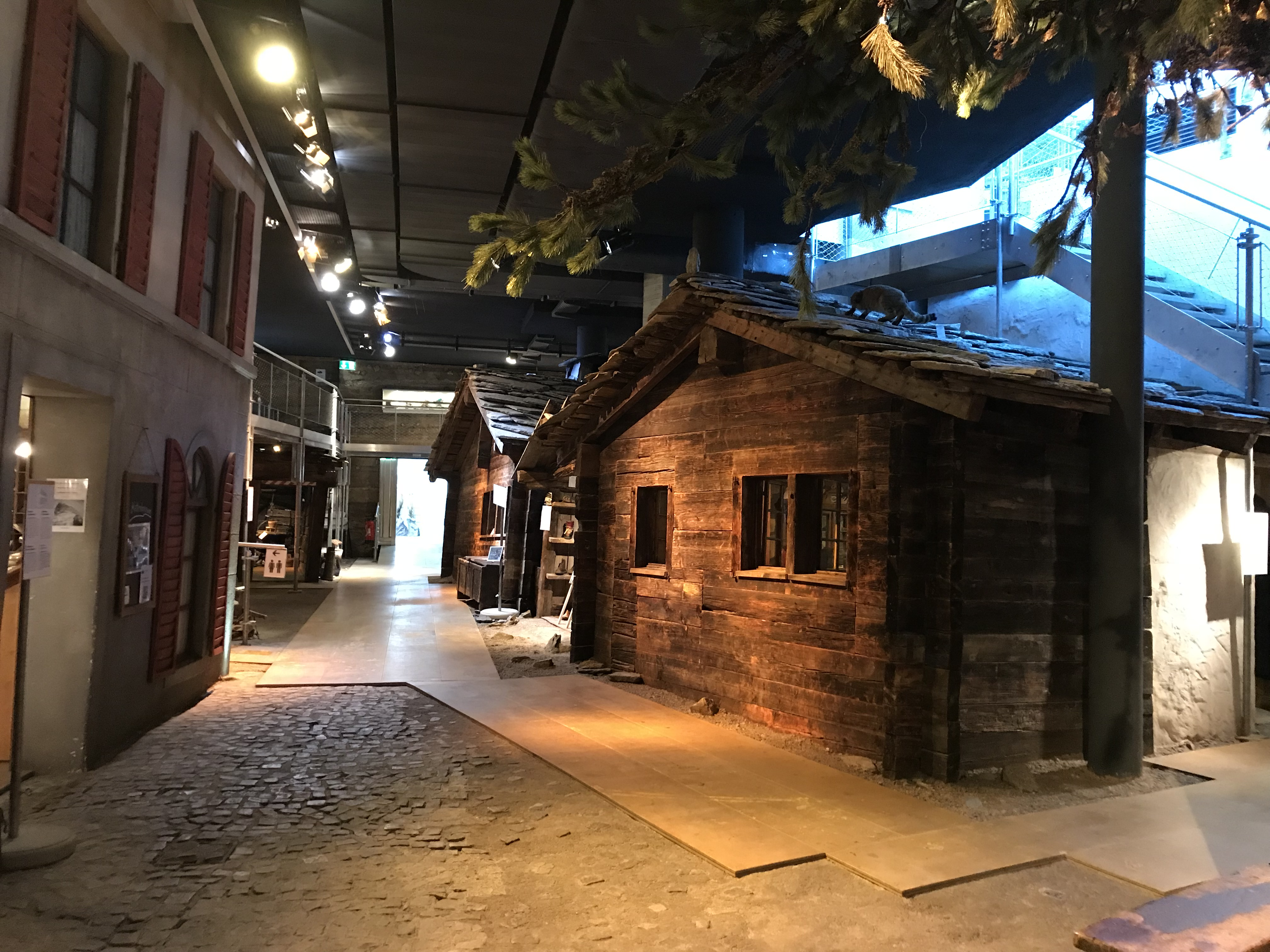
마을 주변
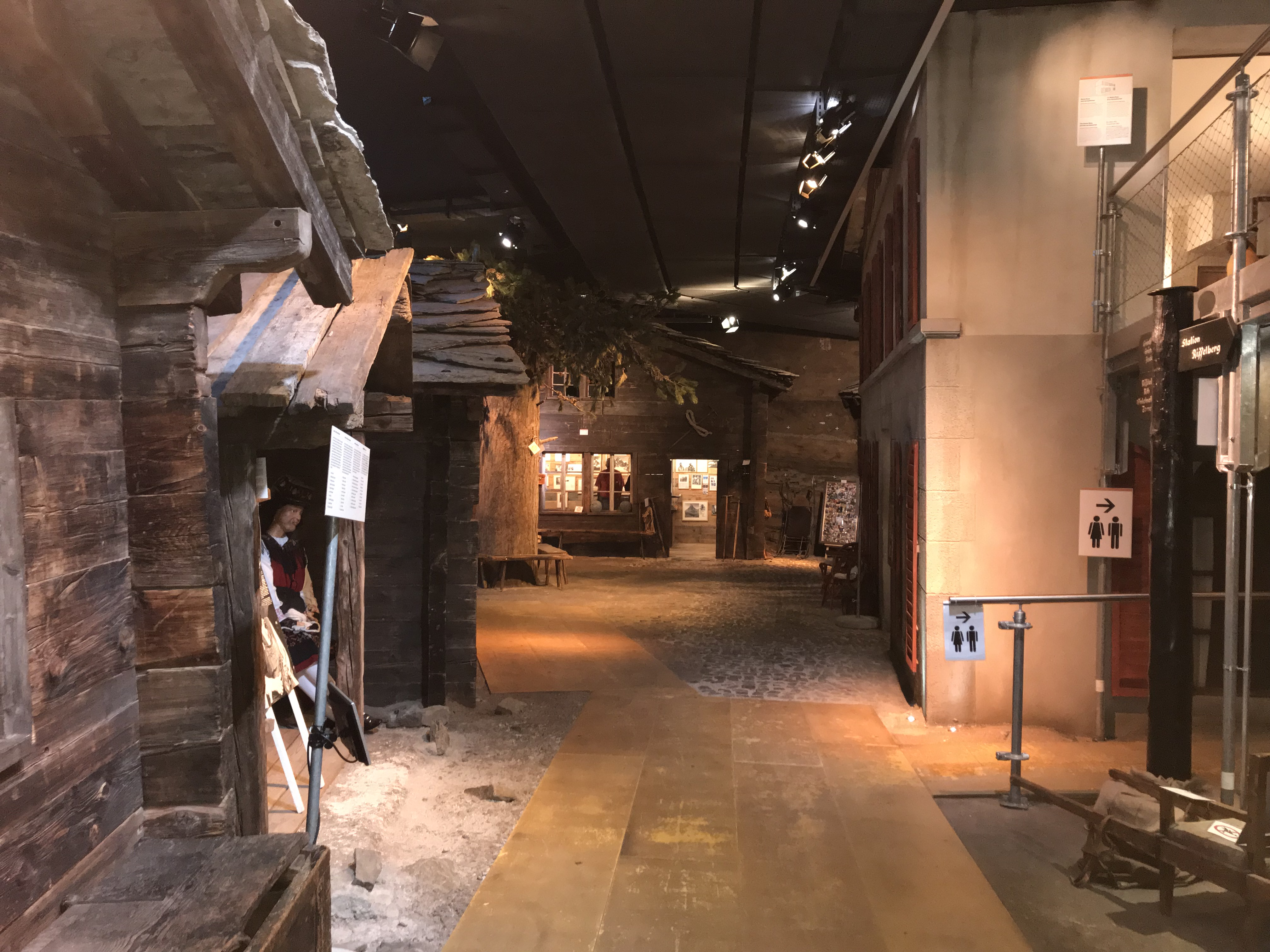
마을 풍경
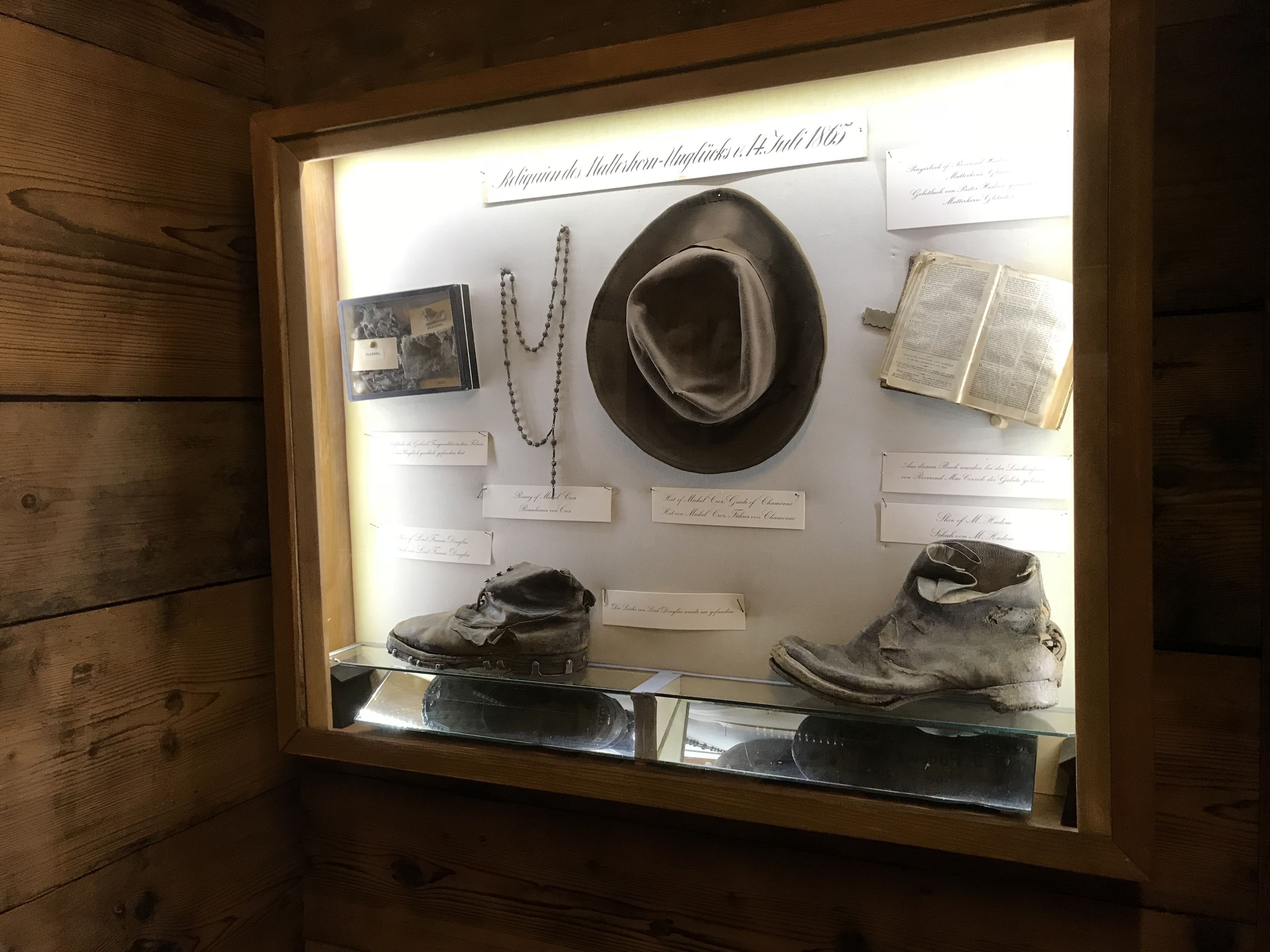
쇠락한 장비
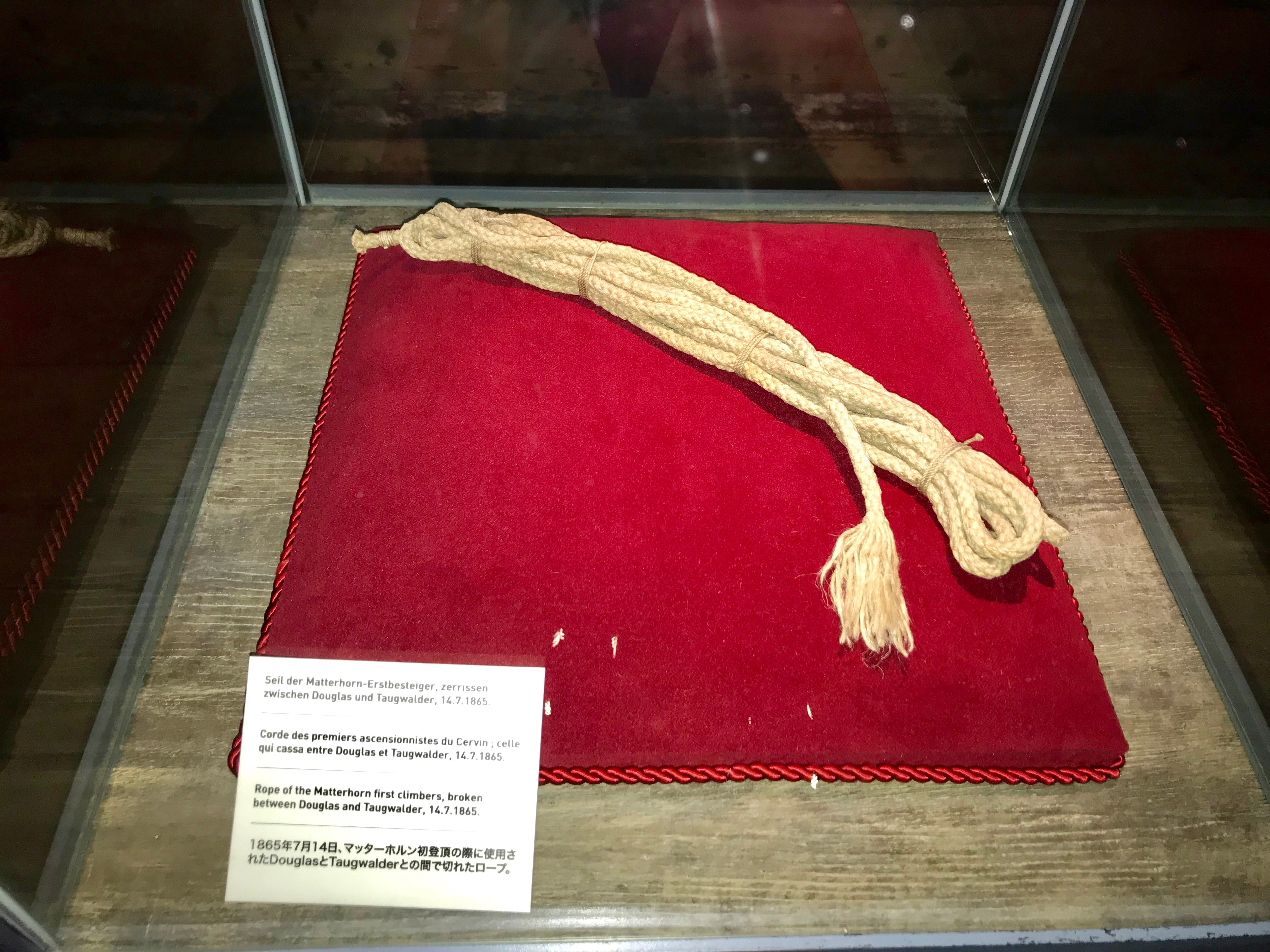
마터호른 최초 등장에서 찢어진 로프